# Croupe (architecture)
Pour l’article homonyme, voir croupe.

À droite, toiture à croupe du maître-logis de la ferme du Douaire à Ottignies.

Croupe : (Triangle bleu).

En architecture, une croupe peut être :
- l'extrémité d'un comble qui ne s'appuie pas contre un pignon de maçonnerie[1];

- la partie extrême d'un comble qui ne s'appuie pas sur un pignon et forme une pente triangulaire[2];

- un versant de toit qui réunit les deux pans principaux d’un toit à leur extrémité[3].

La croupe stricto sensu descend aussi bas que les pans principaux qu'elle recoupe. Sinon, on parle de pan en croupe que l'on qualifiera : on parle ainsi de demi-croupe pour un pan qui descend à la moitié des pans principaux, de croupe aux trois-quarts, voire de croupette pour les plus petites sans proportion évidente.

## Variantes locales
- La croupe normande se détermine par le non parallélisme des dépassées en pignon[4].
- Le toit dauphinois à croupe à  coyau (base  relevée  dite en « chapeau de gendarme »).